# Podkidyš
Podkidyš (Подкидыш, «Trovatella») è un film sovietico del 1939 diretto da Tat'jana Nikolaevna Lukaševič.

## Trama
Nella Mosca degli anni '30 Natasha, una bambina di cinque anni, viene affidata al fratello maggiore, poiché la madre deve assentarsi per affittare una dacia. Il fratello, troppo impegnato a ospitare i suoi amici pionieri, la perde di vista. La bambina esce di casa da sola per la prima volta, andando incontro a una serie di peripezie. Prima finisce in un asilo nido,  dove il maestro non riesce a identificarla. In seguito incontra una serie di personaggi, tra cui un geologo,   una coppia senza figli che si prende cura di lei e perfino un gruppo di tifosi dello Spartak Mosca. La giornata si conclude per il meglio. Sergej, un addetto alla ricerca dei minori scomparsi, riporta la piccola a casa. Prima di addormentarsi, Natasha dice alla madre: "Mamma, domani perdiamoci insieme!".

## Curiosità
Il film è andato perduto durante la Seconda guerra mondiale, e in seguito recuperato a partire da una copia positiva.